# Армянская музыка
Армя́нская му́зыка — многовековая музыкальная культура армянского народа. В статье рассматриваются история, жанры и музыкальные особенности древней, средневековой и современной армянской музыки (как народной так и профессиональной). Формирование армянской музыки начинается со II тыс. до н. э. во взаимодействии с музыкальными культурами древних народов Передней и Малой Азии.

## Исторический очерк

### Античность и Средневековье
В III в. до н. э. уже было формировано качественное своеобразие армянской музыки. Исторические сведения о языческих обрядах древних армян, в частности об искусстве гохтанских певцов, гусанов и випасанов (сказителей) приведены в трудах древенармянских историков V века Мовсеса Хоренаци и Фавстоса Бузанда. Из песен дохристианской Армении сохранились отрывки стихотворных текстов песен, повествующих об Ара Прекрасном и ассирийской царице Шамирам, о царе Арташесе и т. д., которые исполнялись под музыкальное сопровождение. Хоренаци, описывая истории из древнеармянской мифологии пишет: «То же в точности говорится и в песнях достойных перечисления, заботливо сохраняемых, как я слышал, жителями изобилующей вином области Голтн. Среди них имеются песни, рассказывающие об Арташесе и его сыновьях и упоминающие также потомков Аждахака, называя их иносказательно драконородными, ибо Аждахак на нашем языке означает дракона…». Одна из этих древнейших песен, относящаяся ко II веку до н. э., рассказывала об армянском царе Арташесе и аланской царице Сатеник:
| Храбрый царь Арташес на вороного сел, Вынул красный аркан с золотым кольцом, Через реку махнул быстокрылым орлом, Метнул красный аркан с золотым кольцом, Аланской царевны стан обхватил, Стану нежной царевны боль причинил, Быстро в ставку свою её повлачил. |

Хоренаци упоминает музыкальный инструмент пандир, которым были исполнены древнеармянские песни: «Мы собственными ушами слышали пение этой (песни) в сопровождении пандирна.» — пишет он, рассказывая о древнеармянском боге-драконоборце Ваагне.
Не менее богатые сведения о музыке древней Армении сообщает Павстос Бузанд (V век). Он, в частности, упоминает об инструменталистах, играющих на барабанах, срингах, кнарах и трубах. Сведения в области инструментальной музыки и армянской музыкальной инструментарий очень скудны, тем не менее до нас дошло описание некоторых музыкальных инструментов а также их наименования. Так, к числу духовой группы относились: сринг — тип флейты, ехджерапох — рог, пох — труба медная, к ударной группе относились: тмбук — барабан, к струнной группе: бамбирн — инструмент с плектром,
пандир, кнар — тип лиры, джнар — разновидность кнара, вин — разновидность кнара.
После 301 года, когда Великая Армения официально приняла христианство в качестве государственной религии, создаются основы для развития музыки армянской христианской церкви. Армянская христианская музыка наряду с арамейской, еврейской, каппадокийской, лежит в основе общехристианской музыкальной культуры, представляя большое значения для изучения как музыкальная культура страны, первой принявшей христианство в качестве государственной религии. С конца IV века в высших школах было введено обучение песнетворчеству и пению, о чём сообщает Агатангелос. В то же время армянское духовенство относилось негативно к прежнему языческому музыкальному наследию. Так, например в 365 году Аштишатский собор вынес постановление, запрещающее исполнение песни-плача во время погребального шествия.
Значительную историческую роль в дальнейшем развитии древнеармянской музыки сыграло формирование феодальных отношений. Уже в V—VII веках новые и более сложные формы армянской народной музыки, расширение круга её интонаций и обновление тематики было исторически обусловлено появлением раннего феодализма. Прежнее искусство гусанов продолжает своё развитие несмотря на гонения церкви. Хотя армянская профессиональная музыка находилась в ведении церкви, она в то же время, испытывала сильное влияние народного творчества. Огромную роль для развития церковной музыки сыграло создание в 406 году армянского алфавита. В армянских школах (вардапетаран) преподавалась теория музыки, сочинение и пение. Мовсес Хоренаци, говоря об основании Месропом Маштоцем первых армянских школ, сообщает:
| …отобрав по велению Врамшапуха и Саака Великого умных и здоровых детей, обладавших мягкими голосами и долгим дыханием, учредил школы во всех областях и стал учить во всех уголках персидского, но не греческого удела… |

Именно в V—VI веках были созданы первые духовные песни (гимнография), его первые авторы Месроп Маштоц, Саак Партев, Иоанн Мандакуни, Степанос Сюнеци (старший), Комитас Ахцеци и др. Первоначальными простейшими формами профессиональной монодической музыки были мелодии псалмов, созданные на основе музыкальной традиции языческого культа. Позднее развивались кцурды, в дальнейшем ставшие шараканами. Армянская духовная музыка эпохи заимствовала интонационный строй крестьянской песни. Первые музыкальные произведения — шараканы, появившиеся в V веке отличаются ясностью содержания и лаконичностью формы, их мелодии и тексты просты, в основном малообъемны. В том же столетии систематизируются гласы. Со временем были созданы шараканы с более сложными концепциями, сложной ритмикой и развитой ладово-интонационной основой. Разнообразие этих произведений состояло в песнопениях гандзов и аветисов, патарагов и других видов профессиональной духовной монодической музыки. Каждый из видов отличался своими жанровыми признаками. Если в V веке была произведена систематизация гласов, то уже в VII веке Барсег Тчон составил первый сборник шараканов — «Чонынтир шаракноц». Из гимнографов VII столетия известен также католикос Саак Дзорапореци. Вторую систематизацию гласов произвёл Степанос Сюнеци в первой половине VIII столетия. Последний ввёл в церковную музыку канон. Новым достижением в истории древнеармянской музыки становится изобретение в VIII—IX веках системы экфонетической и музыкальной нотописи — армянских невмов — хазов. Она изначально связана с именем Сюнеци. Древнейшая рукопись с хазами относится IX веку. В целом сохранились более 2 тыс. рукописей с хазамаи. О высокой музыкальной культуре древней Армении свидетельствуют труды теоретиков Давида Анахта (V—VI вв.), Давида Керакана (Грамматика) (VI в.), Степаноса Сюнеци и др., которые касались вопросов музыкальной эстетики, разрабатывали учение о гармонии, звуке и т. д.. Уже в раннем средневековье в Армении была разработана теория акустики.
Значительного развития армянская музыка достигает в эпоху развитого феодализма, в X—XIII столетиях. Этому способствует восстановление в середине IX века армянской национальной государственности. В X веке создается новое направление профессиональной монодической музыки — таг. Таги являлись крупными светскими или духовными вокальными пьесами драматического или эпического а также лирического-созерцательного характера. Эти произведения своими истоками восходили в гусанское, а также крестьянское музыкальное творчество. Наиболее видные авторы тагов — Григор Нарекаци (X в.), Хачатур Таронаци (XII в.) и другие. Гуманистические идеи армянского Возрождения, отражены как в творчестве тагов так и в эпосе «Сасунци Давид», который окончательно складывается к IX—X векам. Основное развитие музыкальной культуры Армении X—XI веков связана именно с творчеством тагов.
В X столетии Анания Нарекаци пишет «О знании гласов» посвященной истории музыки и её происхождения. Система музыкальной нотописи усовершенствуется в XI веке с появлением «хазов манрусума». Она позволяла более точно фиксировать мелодию. Создаются собрания песен «Хазгирк», которые являлись также своеобразными учебными пособиями. Большую роль в развитии древнеармянской музыки сыграл Нерсес Шнорали (XII в.), написавший многочисленные песни, таги и шараканы. Шнорали завершает создание шаракноца и патарага (литургия). Ованес Имастасер (XI—XII вв.), Ованес Ерзнкаци Плуз (XIII в.) и др. в своих трудах рассматривают темы музыкально-эстетического характера. Аракел Сюнеци, Акоп Крымеци пишут о музыкальных инструментах своего времени. Большую ценность представляют сохранившиеся слова исторических песен созданных в армянском царстве Киликии (о пленстве сына царя Хетума I Левона и т. д.). С XIV века светские таги значительно оттесняют шараканы и другие духовные произведения. Особенно начиная с XVI века, после раздела Армении между Турцией и Ираном усиливаются социальные мотивы и превалируют песни скорби.
Сборники средневековых песен — Шаракноц, Гандзаран, Манрусмунк и Тагаран. Уже в 1620 году Хачгруз Кафаеци составил первый сборник армянских народных песен («Песенник Хачатура Кафаеци»).

## Древнеармянская музыкальная нотация
Согласно автору V века Лазару Парпеци армяне изначально использовали буквы алфавита для фиксации музыки. Древнеармянская музыкальная нотация — хазы, возникли в VIII—IX веках. Инициатором их создания предположительно являлся Степанос Сюнеци. С XII века развивалась также в Киликии, где Нерсес Шнорали, Григор Хул (XII в.), Геворг Скевраци (XIII в.) и др. совершенствовали технологию системы хазов и исполнительского истолкования её знаков. Известны более чем 40 основных и до 20 или 30 вспомогательных ,а также множество производных знаков. Хазы разделяются на три основных категории. Помимо всего армянские невмы отличались от палеовизантийского невменного письма также своим графическим начертанием, наименованиями и взаимоотношением знаков. Сохранилось огромное количество объёмистых рукописных томов, содержащих хазовые записи средневековых светских и духовных произведений. Известны рукописи с экфонетической нотацией с IX века.
- Певческий сборник, 1322 год
- Певческий сборник, 1332 год
- Певческий сборник, 1646 год

## Жанры и характеристика древнеармянской музыки

### Гусанская музыка
Гусаны — армянские народные певцы. Их творчество исключительно светское. В дохристианской Армении в эпоху эллинизма гусаны первоначально служили в храме бога Гисанэ, участвовали в фарсовых и сатирических представлениях. Гусанская музыка своими истоками восходила к творчеству випасанов эпохи рабовладельческой Армении. С периода развитого феодализма возникли гусаны и вардзаки. О гусанских песнях сообщают древнеармянские авторы V века Агатангелос, Фавстос Бузанд, Мовсес Хоренаци, Егише и др.. В сопровождении музыкальных инструментов народные певцы гусаны изполняли песни главным образом на пирах, свадьбах и т. д.. После 301 года армянская церковь преследовала гусанов. Армянский историк Фавстос Бузанд, живший на рубеже IV—V веков, описывая события IV века, пишет:

Раз они были в Таронской земле, в церковном аване Аштишат, где впервые была построена церковь их прадедом Григорием. Оба брата Пап и Атанагинес приехали в это село. Сильно напившись, они стали насмехаться над божьим храмом; оба брата вошли в епископские покои, пили там вино с блудницами, певицами, танцовщицами, гусанами и коморохами.

В VII веке жил гусан Саргис.
Древнее гусанское искусство просуществовало до XV—XVI столетия. Известные поэты-гусаны этого времени Григор Хлатеци и Наапет Кучак — автор произведений, известных как «айрены».

### Шаракан
Шаракан — духовное песнопение, гимнография. Сохранились большое количество шараканов V—XV веков. Древнеармянская духовная музыка состоит из четырёх основных жанров — кцурд (тропарь), кацурд (кондак), канон и таг. Шараканы представляют собой синтез древнеармянской культуры, в частности поэзии, музыки и профессионального песнетворчества. Уже в VII веке Барсег Тчон по поручению католикоса Нерсеса составил сборник «Шаракноц». Согласно Киракосу Гандзакеци «[К тому времени] так много стало в Армении канонических церковных песнопений, что певцы одной епархии не знали [песнопений] другой.». Вардан Великий пишет:
| …были рассмотрены церковные песни, из которых выбрали лучшие, которые с тех пор и поются в армянской церкви. Редакция их была возложена на св. Барсеха, по прозванию Тчон, бывшего настоятеля монастыря, называемого Деправанк', что в области Ани […] По нем и Ширакан, который до ныне употребляется в церквах армянских, называется Тчопентир. |

Многовековое искусство шараканов всегда находилась под сильным влиянием светской музыки и поэзии, в течение около тысячи лет пережило значительную эволюцию. Основной стихотворный размер текстов шараканов сложный четырёхстопный ямб (4+4+4+4). Встречаются и другие размеры, среди которых чаще четырёхстопный анапест (З+З+З+З). Музыка шараканов относится принципу строфичности. Шараканы сочинялись как целостные музыкально-поэтические произведения.
Византийский император Мануил I Комнин в своем послании к католикосу всех армян Григорию IV писал:

Уведомляю тебя, что соблазн, существовавший в нашем сердце, мы исцелили посредством богослужебных ваших песен (обращенных) к Богу; ибо, познакомившись с ними, мы явственно усмотрели из них, что в них, во многих местах, вы единого Xриста двумя естествами славите. И надлежит, чтобы эта правильность (учения), которая остается как бы сокрытою, была выставлена и возвышена всем.

Шараканы собраны в книге «Шаракноц» охватывающий более 1166 песен.

### Таг
Таги, как и шараканы, также являлись синтезом музыкального и стихотворного искусства. Таги своеобразный жанр профессиональной монодической музыки. Они являлись сравнительно объемными монодиями, которые своим содержанием и мелодией напоминают вокальные и инструментальные арии последующих эпох. Различаются духовные и светские таги. Первые более объемны, чем светские. Таг, как музыкальный жанр, особо развивалась с X века, главным образом благодаря Григору Нарекаци. Духовные таги в отличие от шараканов не были каноническими песнями, во время праздновании и церемонии исполнялись для предания данному событию большей торжественности. Светский таг наибольшего развития достигает в творчестве Фрика (XIII в.). Из позднесредневековых авторов тагов наиболее известны также Ованес Тлкуранци, Мкртич Нагаш, Минас Тохатци, Петрос Капанци, некоторые произведения которых сохранились с хазами. Один из наиболее известных светских тагов — «Крунк» (Журавль), создан в позднем Средневековье, сохранилась в текстах XVII века. Среди позднесредневековых авторов религиозных тагов и гандзов наиболее известны Аракел Сюнеци, Маттеос Джугаеци, Григор Хлатеци, Аракел Багишеци и др. Древнейший печатный сборник светских тагов был издан в Венеции в 1513 году. Последним тагопевцем был Наапет Кучак, который первый назвал себя ашугом

## XVII—XVIII века
Один из выдающихся исполнителей тагов являлся Петрос Капанци. Его произведение своими корнями восходит к традициям армянской музыкальной культуры развитого феодализма. В эту эпоху увеличивается и количество музыкантов и музыкантов-исполнителей. В то же время армянские учёные XVII—XVIII столетии продолжают изучать музыкальное наследие средневековых рукописей и манускриптов. Видными музыкальными теоретиками того времени были Аветик Пагтасарян, Зенне-Погос, Хачатур Эрзрумци и Мхитар Себастаци. Вместе с изучением древнеармянской музыки Григор дпир Гапаскалян (автор четырёх музыковедческих трудов) пытается создать новую систему хазов.

### Ашугская музыка
Ашугское искусство также является синтезом музыкальной и поэтической культуры. Ашуги — народные певцы-поэты, которые сыграли значительную роль в истории армянской музыки. Первым известным армянским ашугом был Наапет Кучак, который жил в XVI веке. Тем не менее наиболее активно ашугское творчество начало развиваться с XVII века. Наиболее выдающиеся армянские ашуги XVII—XVIII веков — Овнатан Нагаш, Багдасар Дпир и Саят-Нова.
Ашугская музыка основана на многовековых традициях народного творчества. Усвоив традиции средневековых тагаса́цов, армянские ашуги создавали оригинальные напевы для своих произведений. В XVIII столетии искусство ашугов «поглощает» творчество тагасацов.
Уже со второй половины XIX столетия эти напевы были записаны европейской музыкальной нотацией. Тексты этих песен посвящены любовным, социальным, сатирическим и другим темам. Несмотря на индивидуальность данного творчества ашугскому искусству присущи и общие черты. Ашугская мелодия более эмоциональна, развернута по форме и гибка по ритму. Пение сопровождалось аккомпанементом на сазе, таре, каманче, чонгуре.
Среди видных представителей XVII—XVIII веков — Эгаз, Гул Арутин, Багер сын Лазаря, и др.[уточнить] Крупнейшие армянские ашуги конца XIX-го, начала XX века — Дживани, Ширин, Шерам, Аваси. В этот период выделяются два стиля армянской ашугский музыки: Зангезуро-Карабахский и Ширакский.

## XIX — начало XX веков

### Народная музыка
С 1870-гг. деятели армянской музыки: С. Аматуни, Х. Кара-Мурза, Н. Тигранян, Комитас, Григор Сюни и др. — начинают собирать и записывать народные песни (с 1913 года также записывающими устройствами). Наибольшая заслуга в этой области принадлежит Комитасу, собравшему более 2000 народных песен. В последней четверти XIX века Х. М. Кара-Мурза в разных концах Закавказья и юга России создает более 90 армянских народных хоров, благодаря чему в армянской музыке стало развиваться многоголосие. В конце XIX — начале XX века в Закавказье особую популярность приобрел кеманчист Саша Оганезашвили (Александра Аршаковича Оганяна), который также записал ряд армянских народных мелодий.

### Классическая музыка
Амбарцум Лимонджян в 1813—1815 гг. создает новую армянскую нотопись. Тогда же были записаны образцы как музыкального фольклора, так и духовной музыки, в частности Н. Ташчян записал 3 тома произведений древнеармянской духовной музыки. Новый подъём музыкальной культуры начинается со второй половины того же века, обусловенный в том числе национально-освободительными идеями. Как в Восточной, так и в Западной Армении и в целом в Турции возрождается армянская музыкально-общественная жизнь. Издаются многочисленные песенники («Национальный песенник армян» Рафаэля Патканяна, 1856, Петербург), создаются музыкальные общества. Никогайос Ташчян (1878), Венецианские мхитаристы (1882) и др. создают учебники по теории музыки и музыкальной грамоте. Важным культурным достижением времени становится появление армянской музыкальной периодики. Ещё в 1857 году Габриэль Еранян и А. Ованнисян издают музыкальный журнал «Кнар аревелян» («Восточная лира»), который с 1861 года издается под новым названием «Кнар айкакан» («Армянская лира»). С 1879 года выходит журнал «Нвагк айкаканк» («Армянские песни») Е. Тынтесяна. Во многих крупных армянских периодических изданиях печатаются статьи по вопросам музыки. Важную роль в развитии армянской музыкальной культуры сыграли Лазаревский институт а также школа Нерсесян и Геворкская семинария, в некоторой степени и училище при отделении Русского музыкального общества в Тифлисе. С середины XIX века формируется и концертная жизнь. Кроме создания объединений ашугов, исполнителей на дудуке, каманче, народных певцов и т. д., появляются первые музыканты окончившие как русские, так и западные консерватории. Тогда же создаются инструментальные ансамбли и симфонические оркестры, среди которых наиболее значимым был оркестр Синаняна (1861—1896). В произведениях Е. Тнтесяна, Н. Ташчяна, Г. О. Корганова, Т. Чухаджяна и Г. Ераняна развиваются жанры хоровой и сольной песни, романса, у Чухаджяна и Корганова также инструментальная музыка. С 1860-гг. продолжают создаваться песни патриотического содержания. Именно во второй половине XIX столетия возникает новая национальная композиторская школа.
Историческое значение имело создание Тиграном Чухаджяном в 1868 году первой армянской национальной оперы «Аршак II». В 1891 году Чухаджян создает оперу «Земире», в 1897 году — «Индиана». В 1870-гг. он создает 3 оперетты, среди которых наиболее популярной становится «Леблебиджи» (1875). Вместе с Серовбе Бенкляным Чухаджян организует первую на Ближнем Востоке постоянно действующую профессиональную опереточную труппу.
- Армянский симфонический оркестр Синаняна, действовавший с 1861 по 1896 гг.
- Оркестр «Ефрат», 1880—1910-гг.
- Классический оркестр из Западной Армении, 1900-е
- Армянский оркестр Аданы, 1902-1906-гг.

С 1880-гг. в армянской классической музыке начинается новое движение по сбору и обработке древних народных песен профессиональными композиторами. Среди этих композиторов были Макар Екмалян, Христофор Кара-Мурза и Никогайос Тигранян. С этого периода начинает свою деятельность один из наиболее важных деятелей в истории армянской музыки — Комитас, который сыграл ключевую роль в новом возрождении национально-самобытного музыкального стиля. Его многосторонная деятельность определила путь дальнейшего развития всей армянской музыки последующих эпох. Творчеством Александра Спендиарова начинается новая история армянской симфонии и вокально-симфонической музыки (сюиты «Крымские эскизы» — 1903 и 1912, симф. картина «Три пальмы» — 1905, и др.). Романос Меликян работает в основном в области романса. Постановкой в 1912 году оперы «Ануш» Армена Тиграняна открывается новое стилистическое направление в армянском музыкальном театре. Произведение основано на народный музыкальный язык. В том же 1912 году Азат Манукян создает первую армянскую детскую оперу «Конец зла». В начале XX века начали творческую деятельность Григор Сюни, С. В. Бархударян, A. С. Маилян, А. Г. Тер-Гевондян, Д. А. Казарян, Е. Багдасарян, М. Мирзаян. Национальное музыковедение эпохи, главными представителями которого были Комитас, В. Д. Корганов, Е. Тнтесян, в основном связано с осмыслением народной и средневековой профессиональной музыки, национальных музыкальных традиций и самобытности. Наряду с Комитасом собранием народной музыки занимался также С. А. Меликян, организовавший в 1912 году Армянское музыкальное общество. В 1919 году в Тифлисе была создана Общество теоретиков армянской музыки.
В этот период бурно развивалось вокальное творчество. На различных сценах России и Европы выступали певцы Надежда Папаян, Тигран Налбандян, Арменак Шахмурадян (солист Гранд оперы), Маргарит Бабаян, Беглар Амирджан, Константин, Ованес, Егине, Нунэ и Мария Коргановы. Плодотворную музыкальную деятельность развивали пианисты Степан Элмасян, Карл Микули, сестры Адамян, дирижёр Александр Асланов (1912—1918 руководил оркестром Мариинского театра), скрипачи Давид Давтян и Ованес (Иван) Налбандян.
Многие армянские композиторы, музыканты, дирижёры, вынужденные эмигрировать в результате геноцида армянского народа из Османской Турции, развивали национальную музыкальную культуру в разных странах мира.

## XX век
В конце 1920 года в Республике Армения устанавливается советская власть. В 1923 году Ереванская музыкальная студия (организованная в 1921 г.) была преобразована в Ереванскую государственную консерваторию. В следующем 1924 году организуется Симфонический оркестр Ереванской государственной консерватории, среди первых дирижёров которого были Александр Спендиаров и Александр Мелик-Пашаев. Тогда же в Александрополе с участием лучших музыкантов республики были поставлены русские и западноевропейские оперы и оперетты. Несколько армянских студентов Московской консерватории в 1925 году основали квартет, который позже был назван именем Комитаса. В 1920-е гг. в развитии армянской музыки значительную роль сыграл армянский музыкальный коллектив при Доме культуры Советской Армении в Москве а также музыкальные секции Домов армянского искусства в Тбилиси и Баку. Уже с 1927 г. при Ереванской консерватории работает оперный класс, который в 1930 г. был преобразован в оперную студию. В 1930-е гг. в Армении были открыты ряд новых музыкально-учебных заведений. В 1932 в Ереване была создана Армянская филармония. Также важное историческое значение имело открытие в 1933 г. Армянского театра оперы и балета, и основание годом раньше Союза композиторов Советской Армении. В 1920-е гг. продолжает творческую деятельность Спендиаров — в 1930-м была поставлена его опера «Алмаст», в этот период композитор пишет «Эреванские этюды» для симфонического оркестра. В 1921 году А. Тер-Гевондян пишет оперу «Седа», вокальные циклы создает Р. Меликян («Змрухты» и «Зар-вар»).
В 1930-гг. начинается активная творческая деятельность одного из крупнейших композиторов XX века — Арама Хачатуряна. Созданные в 1930-х, начале 1940-гг. его 1-я симфония (1934), концерт для фортепиано с оркестром (1936), симфоническая поэма с хором (1938), первый армянский балет «Счастье» (1939), концерт для скрипки с оркестром (1940), становятся выдающимися произведениями не только армянской но и мировой музыки. В 1930-е гг. работал композитор А. Степанян, автор сатирической оперы «Храбрый Назар» (пост. 1935), эпической оперы «Сасунци Давид» (соч. 1936). В оперном жанре работают А. Маилян («Сафа»), А. Айвазян («Тапарникос»), Л. Ходжа-Эйнатов, С. А. Баласанян и др., в балетном жанре А. Тер-Гевондян («Невеста огня», «Анаит»), С. Бархударян («Наринэ») и др.
В 1930-е гг. создаются произведения для различных инструментов в камерно-инструментальном жанре, среди них пьесы для скрипки А. Хачатуряна, квартеты А. Степаняна и др. Значительное развитие получает романс. В этом жанре важное значение имело произведение А. Исаакяна. Продолжает своё развитие также массовая песня, где завоёвывают популярность М. Мирзаян, К. Закарян, М. Мазманяна, B. Тальяна и др. Большую популярность получают хоровые обработки народных песен А. К. Кочаряном и др.
В дальнейшем развитии армянской музыки своё значение сыграло Великая Отечественная война. В эти годы создаются значительные песни воспевающие героизм народа. Известность получили массовые и эстрадные песни и марши А. Хачатуряна, Г. Егиазаряна, М. Мирзаяна, А. Айвазяна, A. Мерангуляна, Е. Сагаруни, К. О. Закаряна и др. В классическом-симфоническом жанре была написана 2-я симфония А. Хачатуряна, 1-я симфония А. Степаняна, поэма «Армения» Г. Егиазаряна, произведения Т. Тер-Мартиросяна и др. В оперном жанре — оперы «Давид-бек» А. Тиграняна, «Намус» Л. Ходжа-Эйнатова, в балетном жанре — «Гаянэ» А. Хачатуряна и т. д.

## Музыка
- Л. Закарян. Где ты, Мать! (шаракан)
- Л. Закарян. Сурб, Сурб! (шаракан)
- Л. Закарян. Аравот Лусо (шаракан XII века)
- А. Мансурян. Крунк (Журавль) (песня XVII в.)
- Дж. Гаспарян. Дле Яман